# Perceptron
Perceptronen är en linjär klassificerare. Den uppfanns 1958 av Rosenblatt.
I sitt grundutförande lider den, liksom andra enkla linjära klassificerare, av bristen att inte kunna representera funktioner som inte är linjärt separerbara (till exempel XOR), och den kunde också lätt få problem av brusiga träningsmängder (vilket också kan leda till linjärt oseparerbara mängder). Dessa problem är dock åtgärdade i modernare formuleringar av algoritmen.